# Kamermeisje

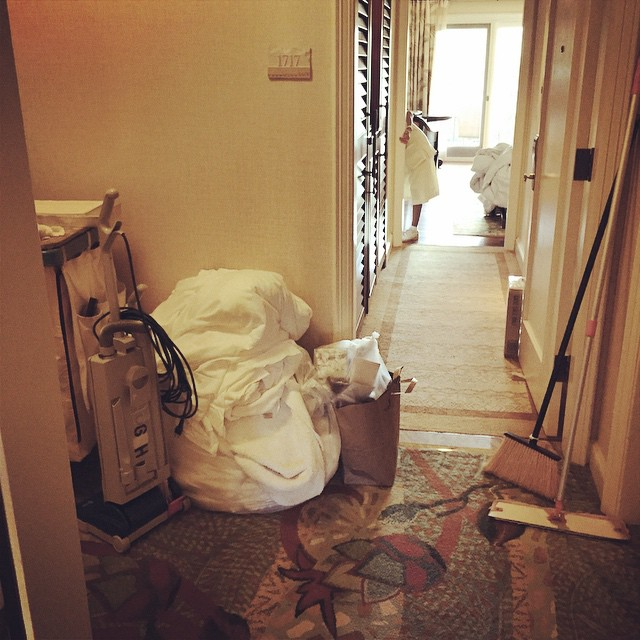
Kamermeisje

Een kamermeisje of in sommige gevallen kamerjongen, vaak ook aangeduid als "housekeeping", is een persoon die belast is met het opruimen en schoonmaken van een hotelkamer.
Dit schoonmaken gebeurt meestal tussen 10.00 en 15.00 uur wanneer de gasten gewoonlijk afwezig zijn. Dit is ook de reden dat men meestal voor 10.00 uur moet vertrekken en niet voor 15.00 uur van zijn kamer gebruik kan maken. Wil de gast toch op zijn kamer blijven zonder gestoord te worden dan kan hij of zij het bordje 'Niet storen' (Do not disturb) op de deurkruk hangen. Alvorens de kamer binnen te gaan zal het kamermeisje altijd eerst kloppen en indien de hotelgast nog niet is aangekleed vragen hoe laat de gast denkt de kamer te verlaten en dan eerst andere kamers opruimen. De gast zal het kamermeisje de gelegenheid moeten geven de kamer op te ruimen en schoon te maken en dan even van zijn/haar kamer te gaan. In kleine hotels komt het ook voor dat de hotelier dit werk zelf doet. Bij sommige budgethotels dienen de gasten zelf hun bed op te maken en vuile handdoeken en linnengoed te ruilen voor schoon.
Tot de taak van het kamermeisje behoren naast het schoonmaken van de kamer en sanitair het verschonen en opmaken van het bed waarbij de dekens goed worden ingestopt, het verschonen van de handdoeken en aanvullen van bijvoorbeeld shampoo, toiletpapier en zeep. Hiervoor gebruikt ze een kar waarop al het gewassen linnengoed ligt, het vuile in kan en het schoonmaakmiddel op staat. Daarnaast wordt indien aanwezig de minibar aangevuld. Ook wordt vaak de tv getest. Het kamermeisje gebruikt een loper (een sleutel die op alle kamerdeuren past) om de kamer binnen te komen.